# Marx Dormoy (stacja metra)
Marx Dormoy – stacja linii nr 12 metra w Paryżu. Stacja znajduje się w 18. dzielnicy Paryża. Została otwarta 23 sierpnia 1916.